# XP-55战斗机
XP-55 升騰者 是一款美國為因應第二次世界大戰開發的發動機及螺旋槳後置之戰鬥機，最終未服役。

## 研发历史
1939年，第二次世界大战全面爆发，美国为了对抗具有潜在能力的轴心国先进战斗机的能力，尤其是与轴心国空中优势的差距。尽管当时已经有了P-38/39/40等较新式的型号，美国陆军航空部仍然急切地寻求一种作战效能更高的战斗机。
1939年11月27日，美国陆军航空部向国内航空界发布了「R-40C项目计划书」，提出新战机应该在最高时速、爬升率、机动性、火力、座舱视野等各方面都要优于现有的型号，同时要求造价便宜、维护容易且费用低廉。为了能够达到在现有技术上的一次突破和飞跃，美国军方特别指出可以考虑采用非常规布局。
最终来自伏尔提(Vultee)、柯蒂斯-莱特(Curtiss-Wright)和诺斯洛普(Northrop)三家公司的设计方案成功入围。这三家公司的方案都是采用发动机后置-尾部推进方式，其中伏尔提的方案后来定名为 XP-54"Swoose Goose"，双尾撑结构是其明显特征，而诺斯洛普的 XP-56 "Black Bullet"属于机身粗短无水平尾翼的飞翼型，相比之下，柯蒂斯采用的鸭翼式布局的XP-55 Ascender显得更具有革命性。美国军方为这三家公司提供研究资金，并计划都采用普拉特·惠特尼X-1800-A3G（H-2600）型发动机作为动力，这种新型的24气缸2,200马力液冷发动机当时正处于研制阶段。
1940年6月22日，柯蒂斯公司获得了军方合同以提供初始工程数据和带动力的风洞模型，同时也确定了该项目的编号为P-55。到11月2日 模型制作完成1/4，当时设计了两种不同的后掠翼，一种是传统型的，另一种是后掠角，风洞试验一直进行到1941年1月，测试数据未能令军方满意，但对进一步的改进仍留有兴趣。
1942年7月10日，美国陆军航空部与柯蒂斯公司签署合同以XP-55为项目名制造三架全铝制原型机，序列编号为42-78845～78847。设计师是多诺万·伯林(Donovan Berlin)。由于普惠X-1800发动机的研制进度严重滞后，为了稳妥起见决定换用较为成熟的艾利森（Allison）V-1710-95（F23R)12缸1,275马力液冷发动机，而生产型号则采用大陆公司的XIV-1430-3型发动机，同时武器系统也改成了4挺12.7mm M2机枪。

## 机体概要
XP-55采用前三点式的起落架，也是柯蒂斯-莱特公司第一种采用此类布局的飞机。它全长9米，翼展12.4米，高3米，机翼面积21.83平方米，空重2.88吨，最大起飞重量3.6吨。
XP-55的主机翼靠后安装，采用带后掠角的下单翼形式，并在机翼上设置了垂直安定面和方向舵，靠近机鼻处的一对前置水平安定面上设置传统的铰链式升降舵。采用1台液冷式的V-1710-95型发动机
武备方面，XP-55战斗机最开始是加装2门20毫米机关炮和2挺12.7毫米机枪，后来全部换成4挺12.7毫米的机枪。

## 试飞
第一架XP-55（42-78845）于1943年7月13日在密苏里圣路易斯的柯蒂斯-莱特工厂组装完成。7月19日，在靠近工厂的斯科特(Scott)军用机场进行了首次试飞，飞行员是Harvey Gray。
试飞基本顺利，但在11月15日进行一系列失速测试时，飞机忽然发生翻转并失去控制，经努力仍无法恢复姿态，在跌落了4,900m(16,000 英尺)之后，Harvey Gray被迫弃机，虽然跳伞时受了点伤，但总算安全着陆，而飞机则径直砸向地面。第一架XP-55就这样坠毁了。
根据对事故的分析和更多的风洞试验，柯蒂斯的技术人员再次加大了第二架XP-55（42-78846）的机鼻升降舵面积，改进升降舵调整片系统和副翼上的平衡片。78846号机于1944年1月9日首飞，并加上了1,000磅的载荷，但其后所有的测试都被严格限定以避免进入失速范围，而结果显示XP-55的低速性能仍不理想。
第三架XP-55（42-78847）则于1944年4月25日（一说22日）升空，此时已经装上了4挺机枪，还进一步融合了从78845号机坠毁事故调查中得到的经验教训，通过加长翼展、增大翼尖面积和增加机鼻升降舵行程的限制来改善失速特性。然而在首飞中发现，增加对升降舵行程的限制会导致起飞时飞行员要保持很高的升降舵角度，反而会引起失速。
经过了一番修改，失速测试才得到了较为满意的结果，但在根本上缺乏失速警告以及从失速状态恢复到水平飞行时所需要损失的高度太大又成了困扰设计人员的顽症，后来加装了人工失速告警装置才算是部分解决问题。
从1944年9月16日到10月2日，第二架XP-55（42-78846）按照第三架机的标准进行修改后交给美国陆军航空部进行正式测试。军方测试结果显示，XP-55在水平飞行和爬升时操纵性能让人满意，但在低速下和着陆时会使飞行员因为缺乏有效的“感觉”而对方向舵控制不当，此外仍然缺乏足够的失速警告，失速恢复后损失高度还是太多，而发动机冷却系统也有问题。
XP-55的最高速度只达到377mph，总体表现没有能给军方留下深刻印象，事实上还不如许多已经投入使用的常规布局战机。
1945年5月27日，第三架也就是78847号机在俄亥俄莱特-佩特森机场的一次飞行展示中作低空滚转时坠毁，不仅飞行员罹难，这场事故也导致地面上两到四名平民丧生。此次事故使整个项目被判了死刑。最后，军方决定不再发展该型飞机。但保留两架原型机用作技术测试和飞行展示。

## 最终
1946年7月，XP-55运到伊利诺斯芝加哥暂存，现保存于美国国家博物馆。2001年12月，根据博物馆间的交流协议，XP-55被外借到密歇根州有“航空动物园”之称的卡拉马祖航空历史博物馆展出。

## 性能数据
机体尺寸：翼展12.37米，后增大至 13.41米
机长：9.02米
机高：3.53米
机翼面积19.41平方米，后增大至21.83平方米
整机重量：6,354磅
普通载荷：7,330磅
最大载荷：7,929磅
飞行速度：最高628千米每小时/高度5,882米（19,300英尺）
爬升能力：至6096米需7分6秒，或853米（2,800 英尺）每分钟
实用升限：10,545米（34,600英尺）
航程范围：1,022千米（635英里）
最大航程：2,316千米（1,440英里）
乘员数量：1 人
武器：4×0.50英寸（12.7毫米）机枪